# Crafting table
Een crafting table (Nederlands: werkbank) is een object in de sandboxgame Minecraft. Met het object kan de speler verschillende blokken, gebouwen, gereedschappen en wapens maken. De crafting table wordt gemaakt van vier planken, maar kan ook gevonden worden in dorpen. De crafting table wordt als een noodzakelijk onderdeel beschouwd om alle mogelijkheden van Minecraft te kunnen benutten.
Aanvankelijk kende Minecraft geen crafting table. Op 29 januari 2010 werd dit onderdeel toegevoegd aan het spel onder de naam 'workbench'. Qua uiterlijk leek het ook op een werkbank, inclusief gereedschappen.
Naast het maken van nieuwe items, is een crafting table ook bedoeld om reparaties uit te voeren. Nadeel is dat de zogenaamde betoverde objecten hun magische krachten kwijtraken nadat ze zijn gerepareerd. Het is ook mogelijk om de tafel als brandhout te gebruiken. Tevens kan een crafting table gebruikt worden om muziekgeluiden te produceren.
In de loop der tijd is het uiterlijk van de crafting table aangepast. Ook kwamen er efficiëntere opties om items te repareren, die bijvoorbeeld de magische krachten van een item niet aantasten. De crafting table heeft hierdoor aan populariteit verloren.